# José Méndez y Andrés
José Méndez y Andrés (f. 1891) fue un pintor y litógrafo español, enclavado dentro del realismo y la pintura de historia.

## Biografía

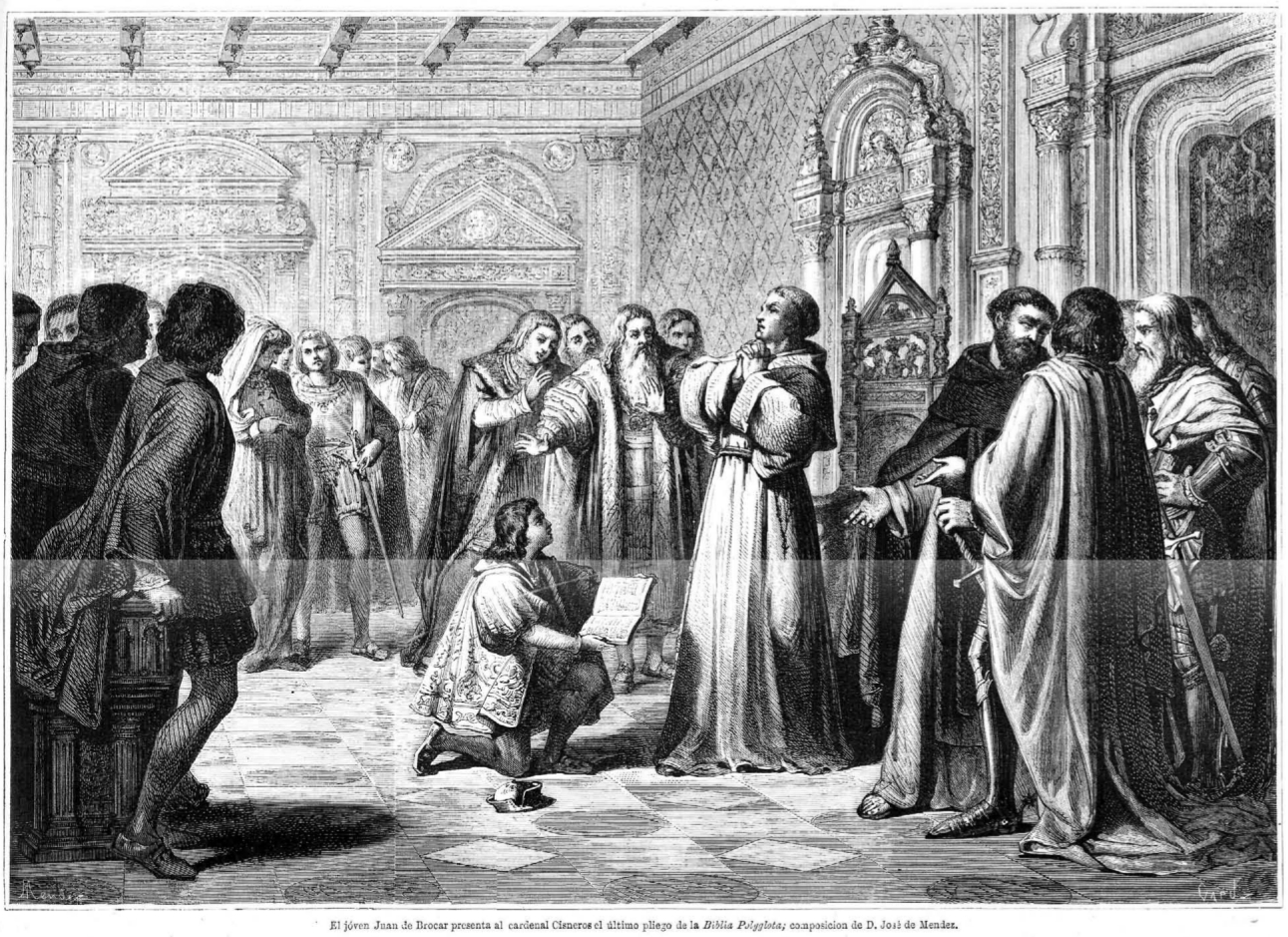
«El joven Juan de Brocar presenta al cardenal Cisneros el último pliego de la Biblia Polyglota»; grabado de Capuz a partir de una composición de José Méndez, publicado en 1873 en La Ilustración Española y Americana.

Pintor y litógrafo y natural de Madrid, se formó en la Real Academia de Bellas Artes de San Fernando, de la que luego sería miembro[cita requerida], y fue discípulo de Antonio María Esquivel. Fue pintor de cámara del rey consorte Francisco de Asís[cita requerida] y autor de nueve cuadros expuestos en la iglesia de San Jerónimo el Real, así como de La caída del ángel malo, pintado para la capilla del Palacio Real; también para este palacio hizo una Virgen del Pilar, y para la iglesia de San Luis pintó Las ánimas. Dibujó para los periódicos El Artista, El Museo de las Familias, La Ilustración, El Siglo Pintoresco y Semanario Pintoresco Español, así como para la Iconografía española de Valentín Carderera. Entre sus discípulos estuvo el pintor Enrique Mélida. Falleció en su ciudad natal el 9 de noviembre de 1891.